# Christoph 26
Christoph 26 ist der Funkrufname eines am Nordwest-Krankenhaus Sanderbusch stationierten Rettungshubschraubers des ADAC.

## Geschichte
Das Luftrettungszentrum (LRZ) am Nordwest-Krankenhaus wurde am 15. November 1979 durch die S.O.S. Flugrettung in Betrieb genommen, zunächst war eine  Alouette III im Einsatz, welche 1982 durch eine Bell 206 Long Ranger ersetzt wurde. Nach der Insolvenz der Gesellschaft übernahm am 1. Februar 1983 der ADAC die Station.  Ab diesem Zeitpunkt war eine BO 105 im Einsatz, dieser Typ wurde aber bereits 1985 durch eine BK 117 ersetzt, welche nach 30 Jahren im Dezember 2015 außer Dienst gestellt wurde. 1985 wurde der Landeplatz außerdem um einen Hangar sowie eine eigene Tankstelle erweitert, später wurde Sanderbusch das erste deutsche Luftrettungszentrum mit Nachtflugbetrieb.
Am 4. April 2016 wurde der bereits seit Januar 2016 im Einsatz befindliche Rettungshubschrauber vom Typ Airbus Helicopters H 145 D-2 offiziell vorgestellt.
Im März 2024 wurde an der Station ein Airbus Helicopters H145 D-3 mit Fünfblattrotor (D-HYAT) stationiert. Vorteile gegenüber der H145 mit Vierblattrotor sind eine etwas geringere Leermasse, ein gesteigerter Auftrieb sowie ein ruhigeres Flugverhalten. Die Maschine bietet damit bei gleicher Leistung eine um 150 kg höhere mögliche Nutzlast. Eine weitere Besonderheit der D-HYAT sind die Reflektorstreifen, die entlang der Konturen von Rumpf und Heck angebracht wurden. Diese verbessern die optische Wahrnehmung des Hubschraubers an Einsatzstellen, vor allem in der Dunkelheit. Zudem verfügt der Hubschrauber über ein Night-Vision-Imaging-System mit speziellen Nachtsichtbrillen, die Rettungsflüge in der Dämmerung und bei Dunkelheit ermöglichen. Das Nordwest-Krankenhaus in Sanderbusch ist eine von sechs Stationen, die solche Einsätze fliegen.

## Rettungszentrum
Das LRZ hat eine besondere Bedeutung für die medizinische Versorgung der ostfriesischen Inseln. Das brachte ihm den Spitznamen „Islandhopper“ (Inselhüpfer) ein. Die Alarmierung erfolgt über die Rettungsleitstelle Friesland/Wilhelmshaven bzw. über das Maritime Rescue Coordination Centre Bremen.

## Einsatzstatistik
| Jahr     | 1980 | 1985 | 1990 | 1995 | 2000 | 2005 | 2010 | 2011 | 2012 | 2013 | 2014 | 2015 | 2016 | 2017 | 2018 | 2019 | 2020 | 2021 | 2022 | 2023 | 2024 |
| Einsätze | 410  | 776  | 1091 | 1273 | 1297 | 1276 | 1522 | 1497 | 1343 | 1380 | 1445 | 1403 | 1471 | 1404 | 1501 | 1490 | 1269 | 1361 | 1591 | 1415 | 1441 |

2024 flog Christoph 26 zu 1418 Einsätzen (98 Prozent) innerhalb von Niedersachsen. Weitere Einsätze erfolgten nach Bremen, Hamburg und Schleswig-Holstein. Als Einsatzgründe wurden Verletzungen nach Unfällen (37 %), Notfälle des Herz-Kreislauf-Systems (21 %), neurologische Notfälle (18 %) sowie Notfälle des Atmungssystems (4 %) verzeichnet.

## Zwischenfälle
1985 brannte Christoph 26 nach der Landung auf dem heimischen Landeplatz am Nord-West-Krankenhaus komplett aus. Der Hubschrauber trug das gleiche Kennzeichen wie die bis 2015 in Sanderbusch stationierte D-HMUZ.
Am 4. April 2014 verlor der Christoph 26 während eines Fluges bei Westerstede eine Seitentür. Der Hubschrauber musste notlanden, weiterer Sachschaden entstand nicht. Ein Patient war nicht an Bord.
Am 13. März 2022 landete der Christoph 26 auf einem Feld. Dabei durchbohrte ein Holzpfahl die Kabine des Rettungshubschraubers. Die Maschine war nicht mehr flugbereit und musste bodengebunden in eine Werft überführt werden. Verletzt wurde niemand.